# Maurice de Hond
Maurice de Hond (Amsterdam, 8 oktober 1947) is een Nederlandse opiniepeiler en ondernemer.

## Biografie

### Studie
Maurice volgde onderwijs aan joodse scholen, Rosj Pina en het Maimonides Lyceum. Daarna studeerde hij sociale geografie aan de Universiteit van Amsterdam, waar hij in 1968 zijn kandidaats en 1971 zijn doctoraalexamen behaalde.

### Loopbaan
Vanaf 1969 was hij kandidaat-assistent bij het Sociaal Geografisch Instituut (SGI) van de Universiteit van Amsterdam. Na zijn afstuderen in 1971 was hij tot 1973 werkzaam als wetenschappelijk medewerker bij het SGI. Van 1973 tot 1975 was hij actief als projectleider bij het marktonderzoekbureau Inter/View te Amsterdam, dat in 1967 was opgericht. In 1975 richtte hij samen met Hedy d'Ancona Cebeon B.V. op, dat zich toelegde op onderzoek en advies in de non-profitsector. Daar bleef hij actief tot januari 1980.

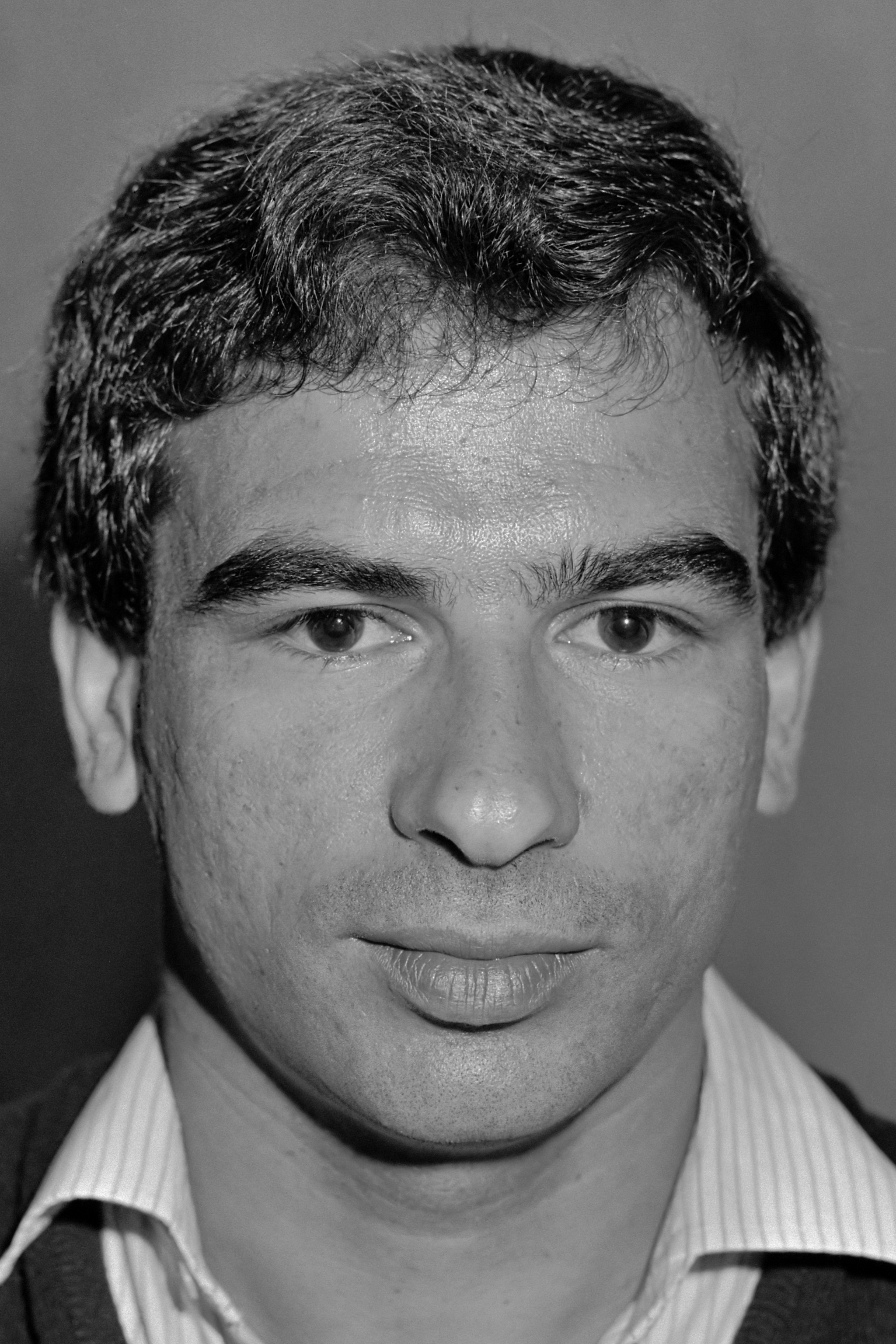
Maurice de Hond (1982)

De Hond startte in de aanloop naar de Tweede Kamerverkiezingen van 1977 bij het programma In de Rooie Haan van de VARA een speciaal model gebaseerd op het materiaal van NIPO, om de politieke voorkeuren van de Nederlanders nauwkeuriger in te schatten.
In 1980 keerde hij terug bij Inter/View, waar hij directeur werd. Daarbij was hij onder andere verantwoordelijk voor een automatiseringsproces op het terrein van computergestuurd telefonisch onderzoek. Vanaf 1984 werkte hij nog voor 25% van zijn tijd voor Inter/View B.V. Op het moment dat Inter/View in 1986 een beursgenoteerde onderneming (Emis) werd, werd hij voorzitter van de Raad van Commissarissen, hetgeen hij tot 1999 bleef. Het bedrijf ging uiteindelijk in 2002 failliet. Hij coördineerde en presenteerde op radio en televisie de verkiezingsonderzoeken van Inter/View tot februari 2000.
In het midden van de jaren tachtig was De Hond als adviseur van Anton Dreesmann werkzaam en deed hij een aantal projecten voor Vendex International. Hij begon met het opzetten van de Microcomputer Club Nederland, een computerclub voor homecomputer-gebruikers bij V&D en Dixons. Daarna was hij betrokken bij het samenvoegen van de bedrijven Van der Graaf en Dongelmans tot Graydon en tussen eind 1987 en begin 1989 het leiden van Vendex Headstart, een onderneming om Vendex-computers op de markt te brengen via V&D. Daarnaast presenteerde hij in 1986 een serie televisieprogramma’s over computers onder de naam Het Programma.
Vanaf 1989 verrichtte hij diverse projecten vanuit zijn persoonlijke B.V. Maurice de Hond Consultancy. Tussen 1991 en 1995 was hij actief bij ITT Gouden Gids in de functie van directeur Marketing, Business Information & Development. Van 1995 tot 1998 was De Hond directeur Informatie Technologie & Nieuwe Media bij uitgeverij Wegener. Daarbij was hij onder andere verantwoordelijk voor ICT-projecten.
Tussen 1998 en 2001 was hij CEO en medeoprichter van Newconomy. Dit bedrijf werd in april 2000 aan de Amsterdamse beurs genoteerd en nam onder andere deel in Nederlandse internetbedrijven. Het aandeel Newconomy daalde in korte tijd met meer dan 90 procent in waarde, waardoor beleggers hun kapitaal in rook op zagen gaan. De Hond moest uiteindelijk in 2001 na een conflict afscheid nemen als bestuursvoorzitter. Vanaf 2002 is hij vanuit zijn BV View/Ture opnieuw actief met opiniepeilingen, ditmaal via internet (Peil.nl geheten) alsmede diverse andere advieswerkzaamheden.
De Hond richtte in 2013 de stichting O4NT (Onderwijs voor een Nieuwe Tijd), die streefde naar 200 zogenoemde Steve Jobsscholen, ook wel iPad-scholen genoemd. De stichting was van mening dat moderne technologie zoals de iPad voordelen in het onderwijs biedt, zoals lagere kosten en een betere afstemming van het onderwijs op de individuele talenten en mogelijkheden van het kind. De Hond was tot augustus 2016 bestuurslid van de stichting. Het initiatief kreeg veel aandacht in de media en op het hoogtepunt namen 21 scholen deel aan het concept, waarvan er twee direct onder de stichting vielen.
De Onderwijsinspectie stelde een van die scholen in 2016 onder verscherpt toezicht en schreef in zijn eindoordeel in 2017 dat de school op onderwijskundig vlak niet kon aantonen dat leerlingen na het afronden van groep 8 in vergelijking met andere scholen voldoende hadden geleerd. De twee scholen die direct onder de stichting vielen werden samengevoegd met andere scholen en opgeheven.

### Personalia
Maurice de Hond heeft het grootste deel van zijn leven in Amsterdam gewoond. Hij is enig kind van de Joodse Salomon (Sam) de Hond (1914-2002) en Marianne (Jannie) de Hond-Brander (1915-2002). Beiden waren eerder getrouwd, maar hun echtgenoten overleefden de Holocaust niet. Zijn moeder was eerder getrouwd met een broer van zijn vader.
Uit zijn eerste huwelijk werden twee zoons geboren, waaronder Marc de Hond (1977-2020). Zijn echtgenote overleed in 1980. In 1982 hertrouwde De Hond. Uit dat huwelijk werden drie kinderen geboren, waaronder één zoon die elf maanden na de geboorte overleed aan een hartafwijking. In 1990 scheidde De Hond en in 2003 huwde hij voor de derde maal. Uit dat huwelijk heeft hij een dochter.
De Hond houdt van voetballen. Hij speelde tussen 1958 en 1960 bij WVHEDW. Tussen 1960 en 1976 speelde hij bij Maccabi Voetbal en vanaf 1976 bij AFC Amsterdam. Tussen 1968 en 1981 was hij actief als scheidsrechter bij het amateurvoetbal. Tussen 1979 en 1981 was hij actief in het betaald voetbal, waarin hij veertig wedstrijden leidde. In 2003 is hij weer als scheidsrechter gestart en sindsdien fluit hij wedstrijden in de zondaghoofdklasse van de KNVB en in oefenwedstrijden.

## Deventer moordzaak
Vanaf eind 2005 maakt Maurice de Hond zich sterk voor heropening van de "Deventer moordzaak". Volgens hem is fiscalist Ernest Louwes ten onrechte veroordeeld voor de moord op de weduwe Jacqueline Wittenberg. Hij startte een eigen onderzoek en leverde in januari 2006 zijn bevindingen in bij het Openbaar Ministerie (OM). Niet Louwes maar de meubelmaker/restaurator De Jong, die door De Hond consequent de 'klusjesman' werd genoemd, had volgens De Hond de moord begaan. In juni 2006 maakte het OM na vier maanden eigen onderzoek bekend geen redenen te zien de zaak te heropenen. Het onderzoeksrapport van het OM werd ondanks aandringen van De Hond niet vrijgegeven. De Jong had in november 2006 een kort geding aangespannen tegen De Hond. De uitslag was dat De Hond Michaël de Jong niet meer in het openbaar mocht aanwijzen als de dader van moord. De rechter noemde het onrechtmatig dat De Hond doorging met beschuldigen.
In het kader van deze zaak onderzocht het OM in februari 2007 een getuigenverklaring, waarin beweerd werd dat De Hond plannen had om de vriendin van De Jong te ontvoeren. De getuige zou van De Hond opdracht gekregen hebben haar desnoods tegen haar wil naar een afgelegen plek mee te nemen, waar zij aan de tand gevoeld zou moeten worden. De Hond ontkent deze beschuldiging, het OM maakte vervolgens al snel bekend dat De Hond inderdaad geen ontvoeringsplannen had. Op 13 februari 2007 deed de Nationale Recherche huiszoeking bij De Hond. Volgens Justitie werd hij verdacht van betrokkenheid bij het kraken van de e-mail van advocaat Jan Vlug, de raadsman van De Jong. Een 34-jarige inwoner van Deventer werd aangehouden en bekende de e-mailkraak.
De Hond stelde in een paginagrote advertentie in diverse landelijke dagbladen de rol van het Openbaar Ministerie in de Deventer moordzaak ter discussie. Het NOS Journaal verbrak in maart 2007 zijn contract met De Hond als opiniepeiler omdat deze advertentie het objectieve imago dat de NOS wil uitstralen, beschadigde, zo stelde de omroep.
Op 25 april 2007 oordeelde de Amsterdamse rechtbank in een civiele procedure dat De Hond een schadevergoeding van ruim 100.000 euro moet betalen aan Michaël de Jong en diens vriendin. De Hond had volgens de rechtbank onrechtmatig gehandeld door De Jong als schuldige aan de moord aan te wijzen en De Jongs vriendin als medeplichtige. Op 22 november 2007 werd De Hond bovendien wegens smaad veroordeeld tot een voorwaardelijke celstraf van twee maanden met een proeftijd van twee jaar. De rechter oordeelde dat De Hond in zijn beschuldigingen van De Jong van de moord op Wittenberg te ver was doorgeschoten.
Het VPRO radioprogramma Argos publiceerde in maart 2021 een zesdelige podcast over de zaak, waarin vooral de rol van media en in het bijzonder die van opiniemaker Maurice de Hond belicht werd. In april verscheen in de Volkskrant een pagina-grote illustratie van de hand van Joost Halbertsma waarin De Hond als kwaadaardig meesterbrein gekarikaturiseerd werd als begeleiding bij een interview met de maker van de podcast. De krant plaatste later een verontschuldiging vanwege de associatie met nazistische spotprenten uit de jaren dertig. In reactie op de zesdelige podcast van Argos publiceerde De Hond vanaf mei 2021 zelf een eigen twaalfdelige podcastserie over de Deventer moordzaak, waarbij hij zichzelf liet bevragen door Pim van Galen en andere hoofdrolspelers zoals Ton Derksen en Ernest Louwes aan het woord liet.

### Stichting Oordeel Zelf
In maart 2019 richtte Maurice de Hond de Stichting Oordeel Zelf op, die zich volgens de statuten bezighoudt met ‘het bevorderen van rechtvaardigheid en transparantie bij strafzaken'. Omtrent zijn drijfveer verklaarde hij in een interview: "De geschiedenis heeft mij geleerd wat het is om te leven in een staat zonder rechtsorde. Louwes interesseert me niet."